# بوریسوف آرنا

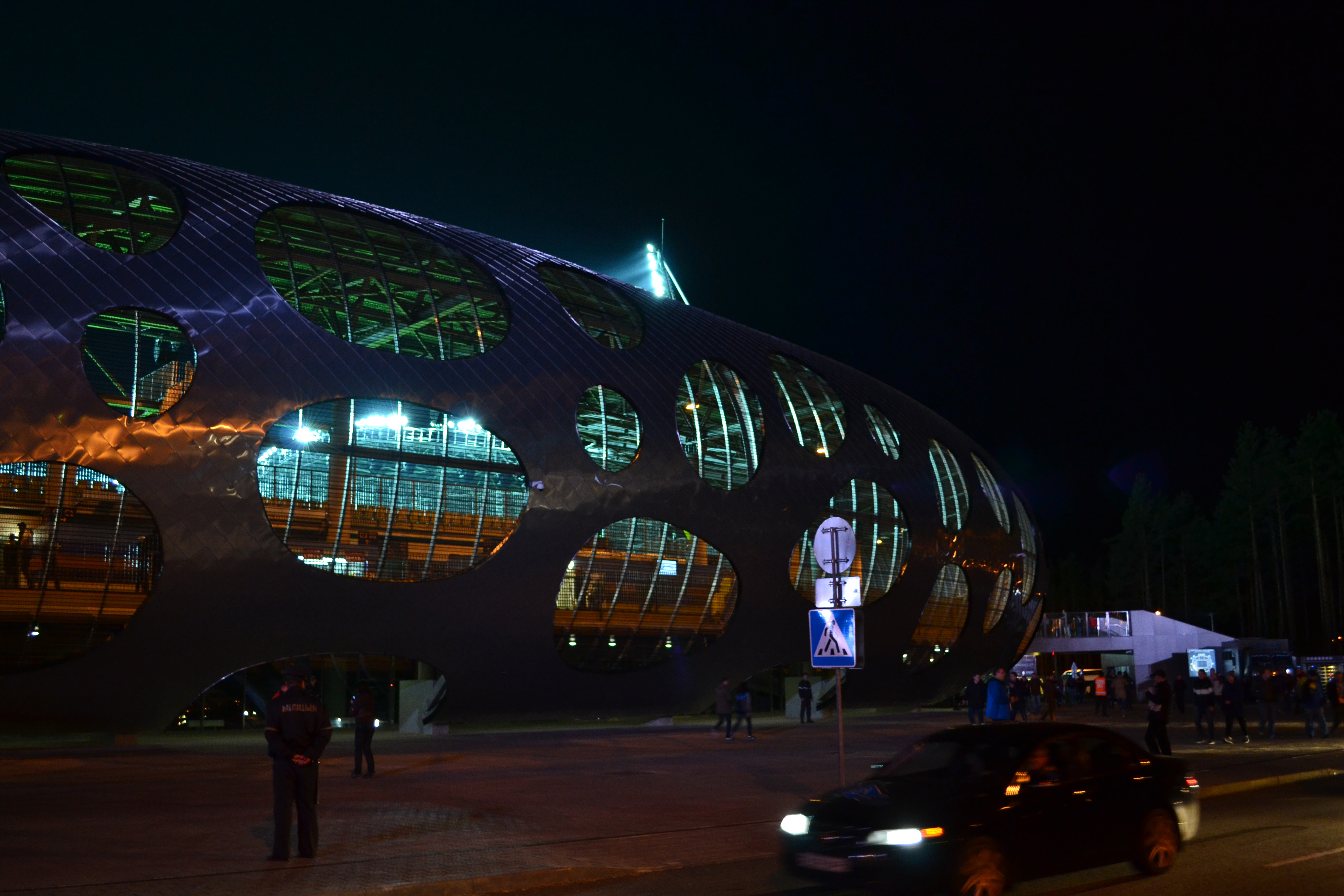
ورزشگاه در سال ۲۰۱۴ میلادی.

بوریسوف آرنا (به انگلیسی: Borisov Arena) یک ورزشگاه فوتبال در باریساو در بلاروس است. بوریسوف آرنا خانه باشگاه فوتبال باته بوریسف و تیم ملی فوتبال بلاروس نیز است. گنجایش رسمی ورزشگاه، ۱۳٫۱۲۶ تماشاگر اعلام شده‌است.

## نگارخانه

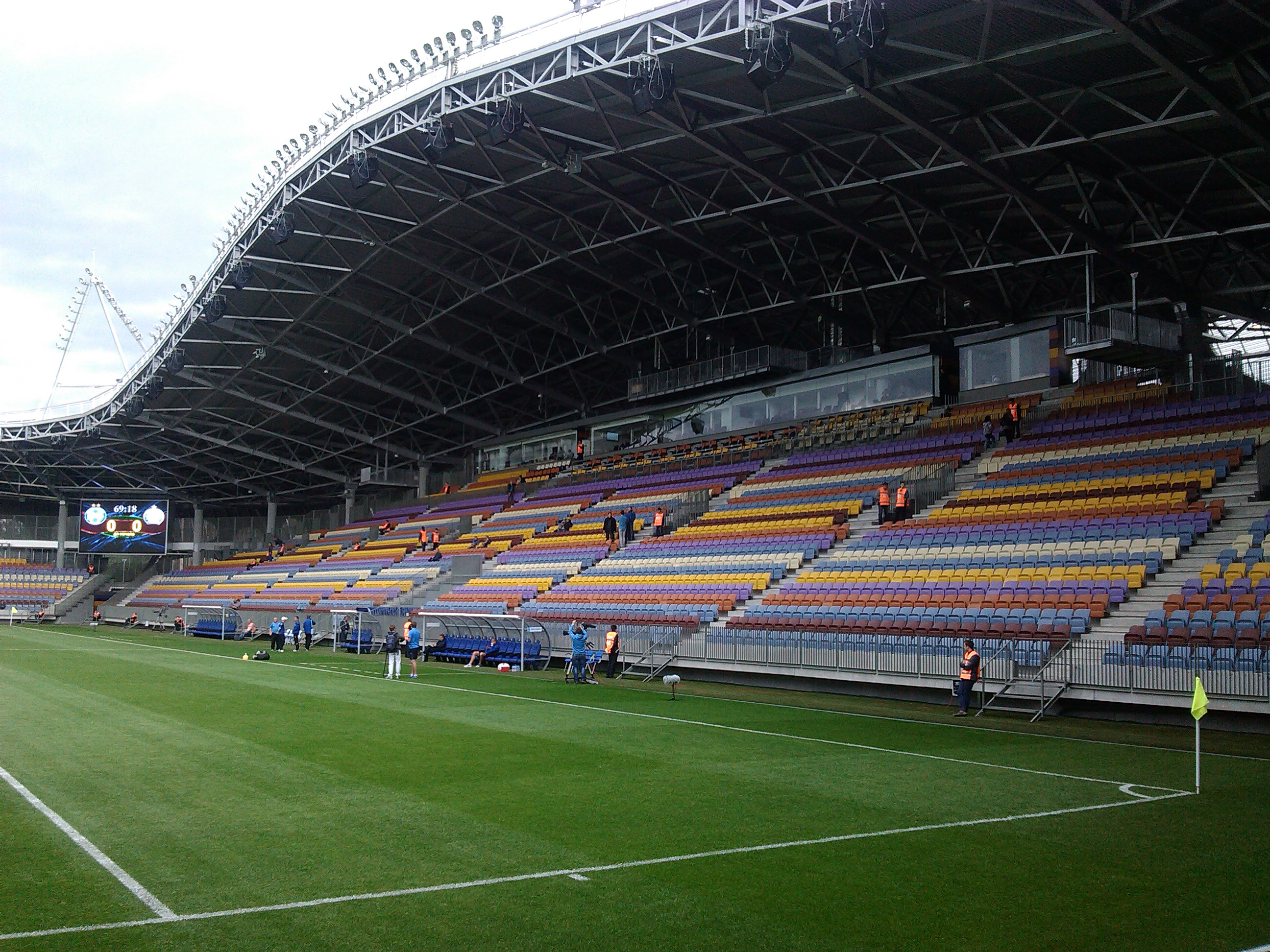
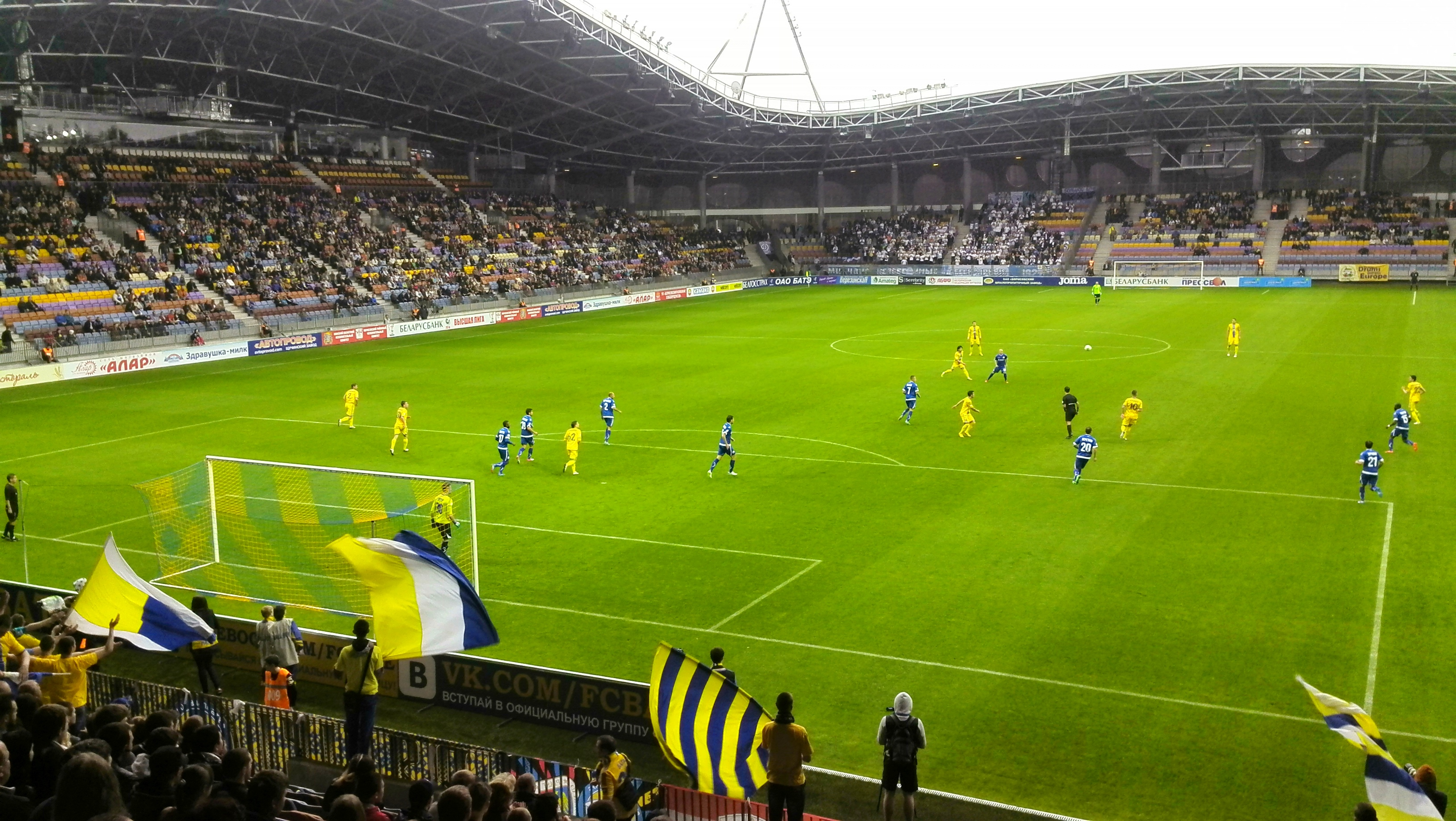
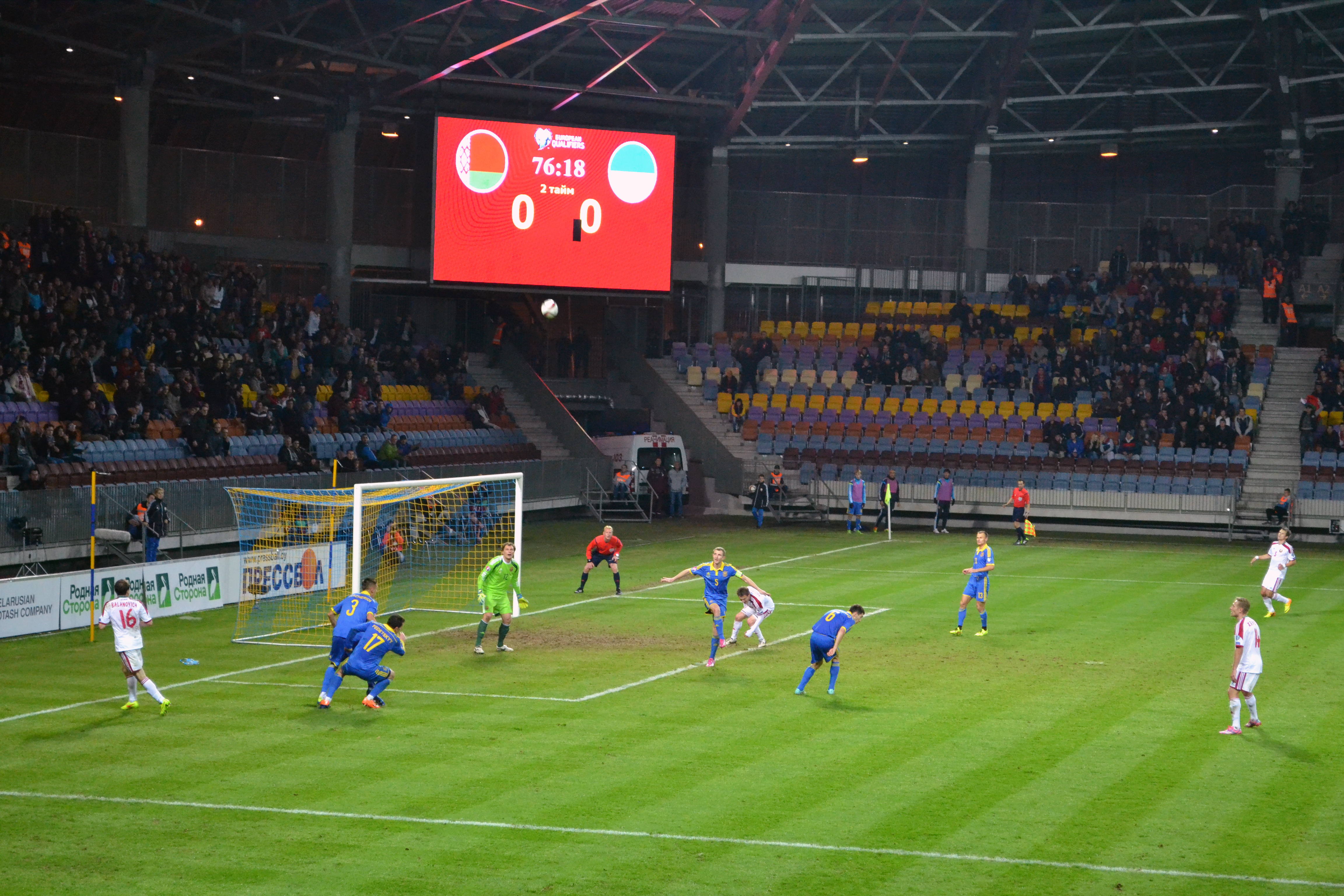